# Gallatin County (Kentucky)
Gallatin County is een county in het noorden van de Amerikaanse staat Kentucky.
De county heeft een landoppervlakte van 256 km² en telt 8.805 inwoners (2024). De hoofdplaats is Warsaw. In 1798 werd de county gesticht  en vernoemd naar Albert Gallatin, de minister van Financiën onder president Thomas Jefferson. Het ligt langs de Ohio-rivier tegenover Indiana.

## Bevolkingsontwikkeling

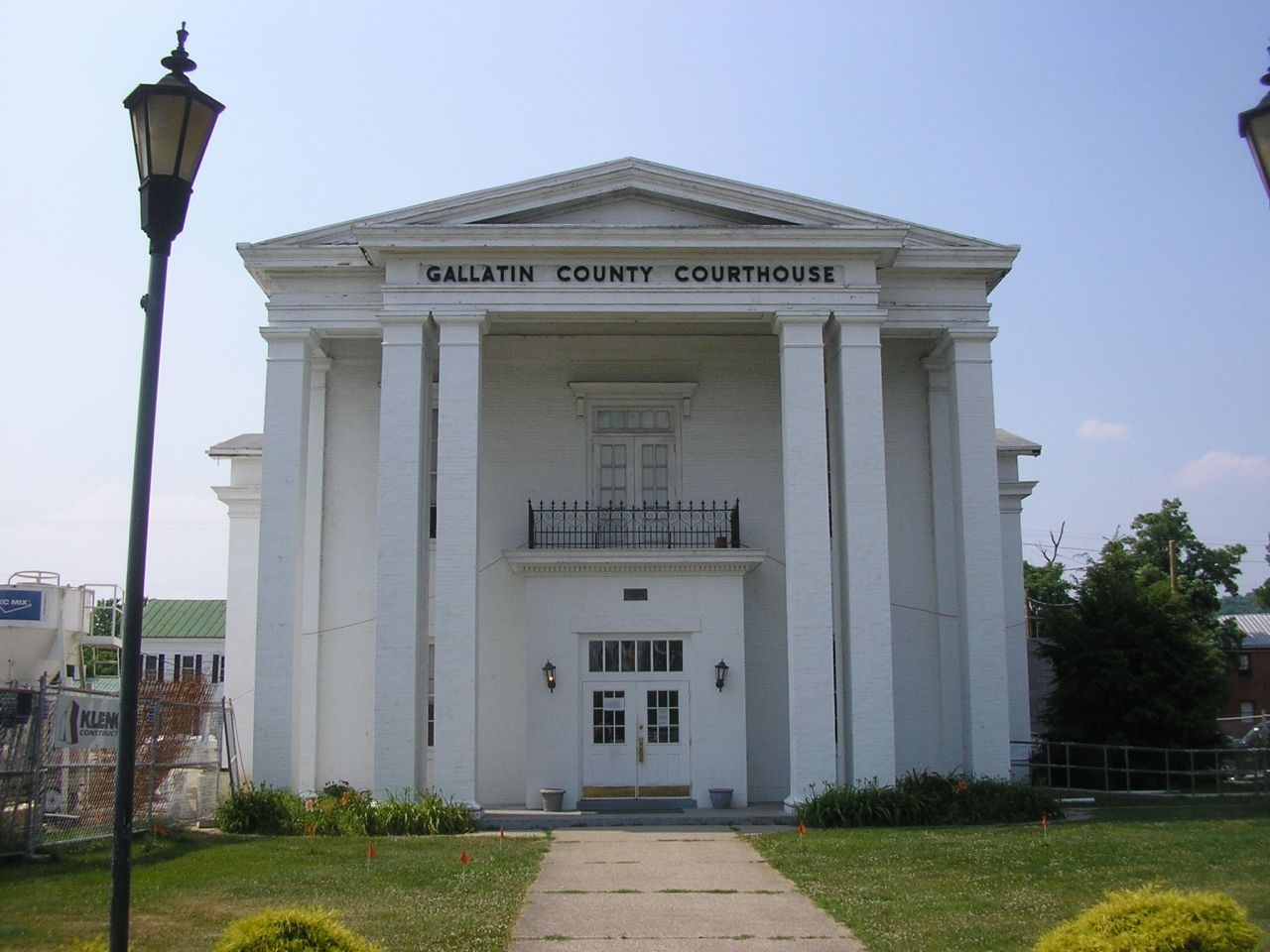
Gallatin County Courthouse